# Anisogammarus locustoides
Anisogammarus locustoides är en kräftdjursart. Anisogammarus locustoides ingår i släktet Anisogammarus och familjen Anisogammaridae. Inga underarter finns listade i Catalogue of Life.